# Działdowski
Działdowski là một huyện thuộc tỉnh Warmińsko-Mazurskie của Ba Lan. Huyện có diện tích 954 km². Đến ngày 1 tháng 1 năm 2011, dân số của huyện là 65199 người và mật độ 68 người/km².